# 馬天尼
馬丁尼（英語：Martini），是一款以琴酒與威末酒調製的雞尾酒，以橄欖或檸檬皮卷做裝飾。馬丁尼被國際調酒師協會收錄為難忘系列（Unforgettables）。

## 起源
馬丁尼的起源尚未有定論。有一種說法是在1863年，一家義大利香艾酒廠將他們老闆的名字 「Alessandro Martini」當作商標，而馬丁尼的名字便是來自這個品牌名 Martini。另一個常見的說法便是，馬丁尼來自1860年代早期舊金山的Occidental Hotel 販賣的一種叫做馬丁尼茲（Martinez）的雞尾酒。人們常常點了那杯酒之後便乘著傍晚的渡船到附近的 Martinez 小鎮；然而小鎮的居民卻主張馬丁尼茲是小鎮裡的一位調酒師發明的，或是它根本就是以小鎮的名字命名的。目前唯一能確定的是，「馬丁尼茲雞尾酒」（Martinez cocktail）這個詞最早被記錄於1887年版傑瑞·湯瑪斯所著作的《Bartender's Guide, How to Mix all Kinds of Plain and Fancy Drinks》。
19世紀晚期，許多調酒書籍中都出現了名字或是成分與現代的馬丁尼十分相似的雞尾酒。比如說1888年的 Barteners' Manual 裡就出現了一個類似的酒譜，它的成份包括半瓶老湯姆琴酒和半瓶香艾酒。
最早的馬丁尼是一位紐約尼克博克酒店的調酒師在1911或1912年調製的。1904年出現的「馬格瑞特」可說是一種早期的馬丁尼，它的成份包括2:1的普利茅斯乾琴酒和乾香艾酒，再加入一點柑橘苦精。
在美國禁酒時期，相對容易製造的琴酒促使馬丁尼成為20世紀中期美國最具代表性的雞尾酒。禁酒結束後，人們更容易取得品質好的琴酒，也使得馬丁尼變得越來越乾（dry）。1970至1980年代，過時的馬丁尼漸漸被更精緻的雞尾酒如 wine spritzer 取代。但在1990年代中期，馬丁尼又重新開始流行且衍伸出了許多新的變化。

## 製作方法
馬丁尼最經典的配方出現於1922年，將倫敦琴酒和乾香艾酒依2:1的比例以攪拌法混合，濾冰倒入冰鎮過的馬丁尼杯中，再以橙皮或苦精增添其香氣。近年來，裝飾物逐漸改為以綠橄欖或檸檬皮捲為主流。
乾馬丁尼（Dry Martini）是由琴酒與乾香艾酒混合，然而，隨著時間乾香艾酒的比例逐漸降低，從1930年代出現琴酒與香艾酒比例為3:1，至1940年代的4:1，一直到20世紀末期出現 6:1、8:1、12:1、15:1 甚至 50:1 ，也出現一種將乾香艾酒抹於杯緣，杯中只有琴酒的作法。当然像丘吉尔一樣望着乾香艾酒酒瓶而纯饮金酒的仍是少数。
髒馬丁尼（Dirty Martini）在原本的馬丁尼中加入橄欖鹽水或橄欖汁，裝飾物主要以橄欖為主。
完美馬丁尼（Perfect Martini）在馬丁尼中加入 1:1 的乾香艾酒與甜香艾酒製作而成。

## 流行文化
馬丁尼被改編成多款雞尾酒，例如007系列電影男主角詹姆士·龐德喜歡喝的伏特加馬天尼，基酒從琴酒換成伏特加，並以搖盪法混合而非攪拌法。
近年來有些新的調酒名字裡會出現「martini」或是以它的字尾「-tini」為後綴，例如蘋果馬丁尼（Appletini）、水蜜桃馬丁尼（Peach Martini）、巧克力馬丁尼（Chocolate Martini）、咖啡马天尼（Espresso Martini）。這些調酒與馬丁尼使用相同的酒杯並常常有伏特加的成份，但與馬丁尼沒有太大的關係。在它們之中與馬丁尼最接近的也是最有名的便是龐德喜愛的「伏特加馬丁尼」，此款調酒在1950年代還未冠上馬丁尼的名字前被稱為「袋鼠雞尾酒」（kangaroo cocktail）。

## 相關條目

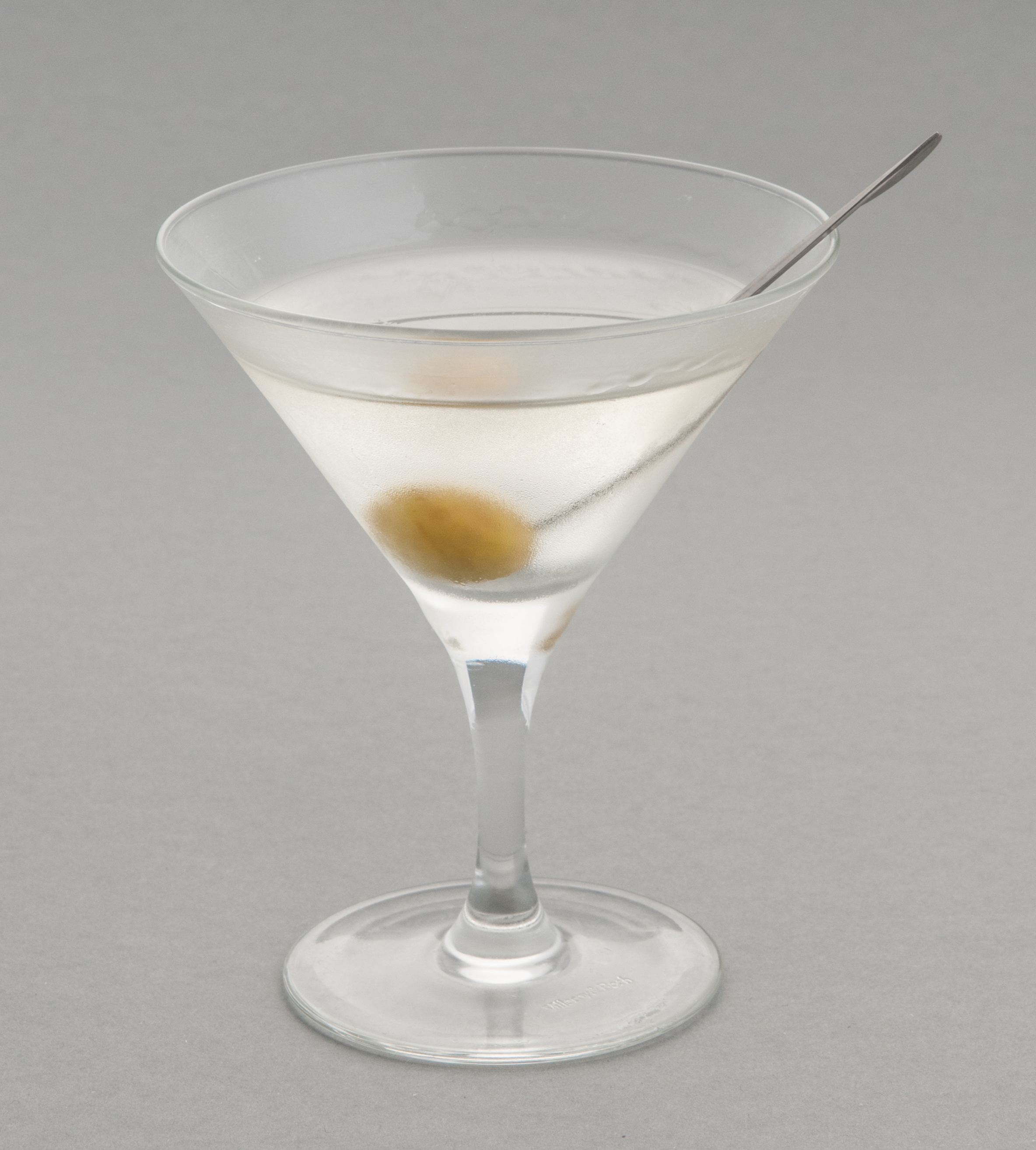
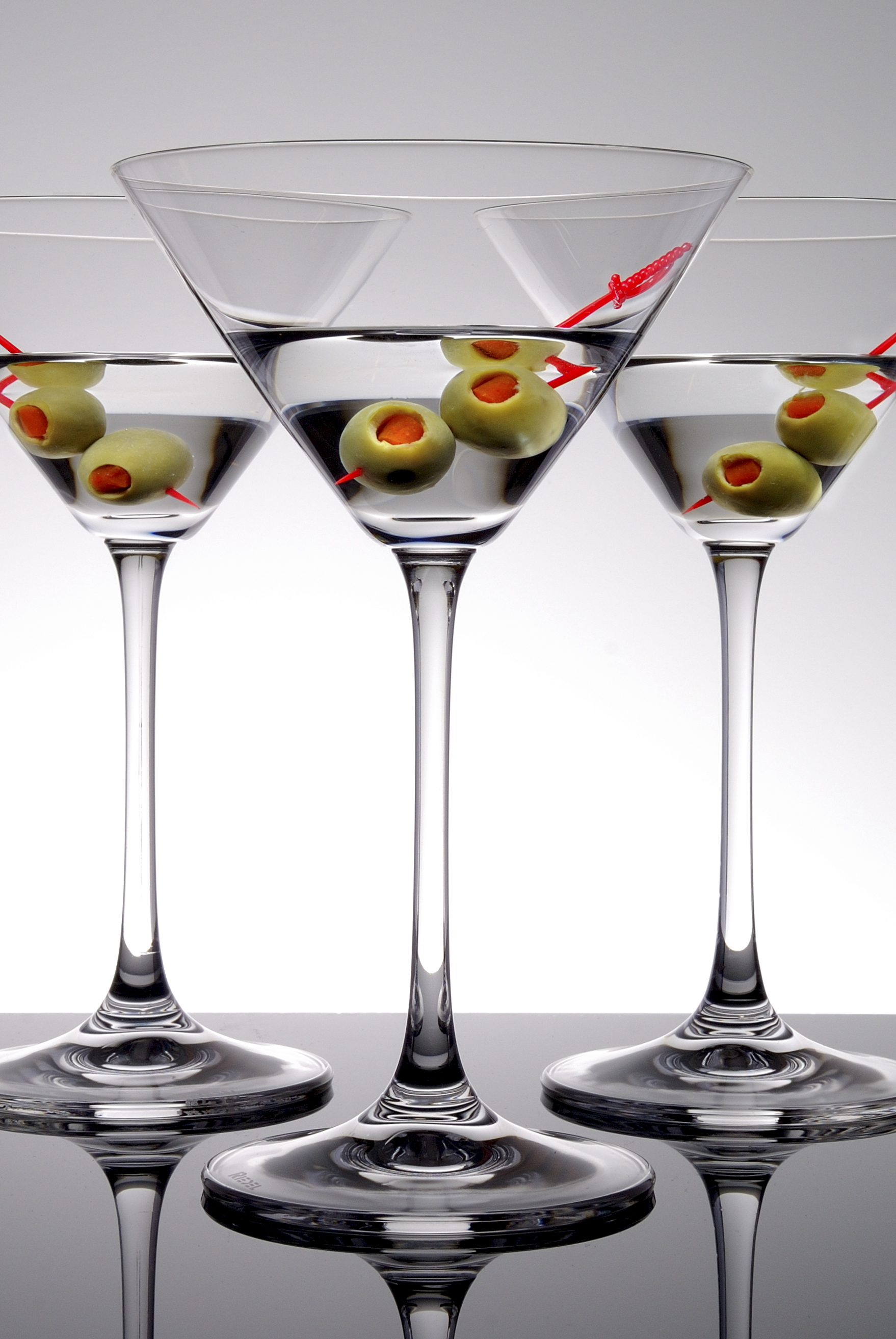